# Jurij Suvarov
Jurij Suvarov (russisk Юрий Суваров, engelsk Yuri Suvarov) er en fiktiv person i tv-serien 24 Timer. Han var præsident for den Russiske Føderation. Han var gift med Anja Suvarov

## Dag 5
Præsident Suvarov viste sig for første gang med sin kone under mødet mellem Suvarov og præsident Charles Logan på Dag 5. Han lod til at kende Charles og Martha Logan rimelig godt. Han brød sig ikke om at terrorister tog gidsler på Ontario Airport, fordi han netop var i USA for at underskrive en traktat vedrørende anti-terrorisme. Jack Bauer og CTU stopper dog terroristerne og traktaten bliver underskrevet som planlagt.
Senere samme dag, da Suvarov skal til at forlade Amerika, bliver de angrebet af terrorister under terrorlederen Vladimir Bierko. Suvarov selv er tæt på at blive dræbt da terrorister angriber bilkortegen med ham selv, Anja og Martha Logan. De bliver dog reddet efter en advarsel fra CTU og efter indgriben fra Secret Service-agenten Aaron Pierce.
Suvarov vidste ikke at præsident Logan allerede kendte til angrebet, og at han endda gav terroristerne kortegens rute for at holde dem fra at slippe nervegas løs i Los Angeles. Præsident Suvarov vendte sammen med Anja og den amerikanske præsidentfrue tilbage til præsident Logan for beskyttelse.
| 24 Timer | Spire Denne artikel om tv-serien 24 Timer er en spire som bør udbygges. Du er velkommen til at hjælpe Wikipedia ved at udvide den. |